# Regione Autonoma del Sudan Meridionale (1972-1983)
La Regione Autonoma del Sudan Meridionale (in inglese: Southern Sudan Autonomous Region) fu una regione autonoma esistita dal 1972 al 1983 all'interno del Sudan (al tempo Repubblica Democratica del Sudan) e corrispondente all'attuale Repubblica del Sudan del Sud.

## Storia
La regione venne creata il 28 febbraio 1972 a seguito degli Accordi di Addis Abeba, che posero fine alla prima guerra civile in Sudan. La regione venne poi abolita il 5 giugno 1983 dal presidente Ja'far al-Nimeyri e la revoca dell'autonomia fu una delle cause che portarono alla seconda guerra civile in Sudan, che sarebbe continuata fino al 2005, anno in cui fu restaurata la regione autonoma.
Tra il 1987 e il 1989 esistette nel Sudan Meridionale un Consiglio per il Sud (Council for the South). A seguito della firma degli Accordi di Pace di Khartum del 1997, venne creato il Southern Sudan Coordination Council, inizialmente guidato da Riek Machar il quale venne anche designato come Assistente del Presidente della Repubblica. Questo organo venne abolito nel 2005 con la nascita del Governo Autonomo del Sudan del Sud.

## Governo
La regione autonoma era composta dalle tre province di Equatoria, Bahr al-Ghazal e Alto Nilo. Giuba era la capitale della regione autonoma.
La regione era governata da un Alto Consiglio Esecutivo (High Executive Council), con a capo un Presidente, mentre il potere legislativo era gestito dell'Assembla regionale popolare (People's Regional Assembly).

### Elenco dei Presidenti dell'Alto Consiglio Esecutivo
| #   | Nome                    | Partito                         | Mandato        | Mandato        |
| #   | Nome                    | Partito                         | Inizio         | Fine           |
| --- | ----------------------- | ------------------------------- | -------------- | -------------- |
| 1   | Abel Alier              | Southern Front                  | 6 aprile 1972  | febbraio 1978  |
| 2   | Joseph Lagu             | Sudan African National Union    | febbraio 1978  | 12 luglio 1979 |
| 3   | Peter Gatkuoth          |                                 | 12 luglio 1979 | 30 maggio 1980 |
| (1) | Abel Alier              | Southern Front                  | 30 maggio 1980 | 5 ottobre 1981 |
| 4   | Gismalla Abdalla Rassas | South Sudan Liberation Movement | 5 ottobre 1981 | 23 giugno 1982 |
| 5   | Joseph James Tombura    | Sudan African National Union    | 23 giugno 1982 | 5 giugno 1983  |